# ژرمیا جاست
ژرمیا جاست (انگلیسی: Jerry St. Juste؛ زادهٔ ۱۹ اکتبر ۱۹۹۶) بازیکن فوتبال اهل پادشاهی هلند است.
از باشگاه‌هایی که در آن بازی کرده‌است می‌توان به باشگاه فوتبال هیرنفین اشاره کرد.
وی همچنین در تیم‌های ملی فوتبال زیر ۱۹ سال هلند، زیر ۱۹ سال هلند، زیر ۱۹ سال هلند، و زیر ۲۱ سال هلند بازی کرده‌است.